# Язениця Руська
Язениця Руська — колишнє село в Україні, у Кам'янка-Бузькому районі Львівської області. Відселене і зруйноване радянською владою після другої світової війни через створення на території, яка включала це село та сусідні села (Язениця Польська, Бербеки та Будки Незнанівські), авіаційного полігону. У деяких джерелах згадуються також назви Ясениця. Територією села протікала однойменна річечка, яка й нині називається Ясеницький Рів або Ясеницький струмок (у деяких джерелах — Ясенецький струмок).

## Історія
Село відоме з XVI століття тим, що в тоді там був заснований василіянський монастир, який називали «Прекрасна Пустиня». Під час касаційних реформ австрійського уряду кінця XVIII століття, а саме у 1788 року монастир було ліквідовано, а його будівлю розібрано.
Раніше село називалося Язениця Забужанська і належало старості Кам'янки Струмилової (нині — Кам'янка-Бузька). З 1787 року село перейшло разом з посадою старости Кам'янки Струмилової у власність графа Цетнера.
Наприкінці XIX століття більшість земель в селі належала нащадкам графа Йозефа Мієра, який придбав їх у 1798 році разом з посадою старости Кам'янки Струмилової. Згідно з переписом населення від 1880 року в Язениці Руській мешкало 442 особи. Згідно з переписом населення від 1900 року в селі вже мешкало 703 особи, з них 484 греко-католики, 203 римокатолики та 16 юдеїв. Цей же перепис подає, що 484 мешканці села вказали рідною мовою українську (русинську), а 219 — польську.
Греко-католицька громада села належала до парафії села Руда Сілецька, а римо-католицька громада — до парафії Камінки Струмилової.
За часів Польської Республіки до 1934 року село було самоврядною громадою у Камінецькому повіті Тернопільського воєводства. У зв'язку з адміністративною реформою 1 серпня 1934 року село було включене до новоутвореної сільської об'єднаної ґміни Кам'янки Струмилової того ж повіту і того ж воєводства. Станом на 1 січня 1939 року у селі Язениця Руська мешкало 880 осіб, з них: 670 українців, 90 поляків, 100 латинників та 20 юдеїв. 
По війні село увійшло в склад УРСР і незабаром було ліквідоване. Частину селян радянська влада вивезла до Сибіру, а решту розселили у навколишніх селах, які не підпадали ліквідації, через створення військового полігону на території сусідніх сіл.

## Відомі люди
Народилися
- Йосафат Лабай (1895—1962) — український церковний діяч, ієромонах-василіянин, доктор богослов'я, педагог, ректор Української папської колегії святого Йосафата в Римі (1935—1946), душпастир в Аргентині.